# 渡辺桂吾
渡辺 桂吾（わたなべ けいご、1952年4月23日 - ）は、日本のロボット工学者。岡山大学特命教授（名誉教授）。学位は、工学博士（九州大学・1984年）。ソフトコンピューティング、生物模倣ロボット、各種ロボット制御を研究する。UD分解スムーザー、サブグループのエリートと平均値を考慮した進化戦略、X4-AUV、X4-Blimpなどを提案している。香川県生まれ。

## 略歴
- 1976年3月: 徳島大学工学部機械工学科卒業
- 1978年3月: 徳島大学大学院工学研究科機械工学専攻修士課程修了
- 1978年4月: 徳島市市役所嘱託研究員
- 1979年4月: 株式会社数値解析研究所勤務
- 1980年1月: 九州大学工学部航空工学科助手（1985年3月まで）
- 1984年11月: 九州大学大学院工学研究院航空工学専攻博士課程修了
- 1985年4月 静岡大学工業短期大学部助教授（1990年3月まで）
- 1987年3月: ギリシャ，アテネ国立工科大学電気工学科計算機科学部門招待研究員（1987年9月まで）
- 1990年4月: 佐賀大学理工学部生産機械工学科助教授
- 1993年4月: 佐賀大学理工学部生産機械工学科教授
- 1997年4月: 佐賀大学理工学部機械システム工学科教授
- 1998年4月: 佐賀大学大学院工学系研究科生体機能システム制御工学専攻教授
- 2009年4月: 岡山大学大学院自然科学研究科産業創成工学専攻教授
- 2018年4月: 岡山大学大学院自然科学研究科教授（特任）
- 2022年4月: 岡山大学大学院自然科学研究科特命教授
- 2023年4月: 岡山大学大学院環境生命自然科学研究科特命教授

## 著書

### 単著
- 『Adaptive Estimation and Control: Partitioning Approach』(Prentice-Hall International Ltd.、1991年10月).ISBN 0130054224

### 共著
- 『Intelligent Control Based on Flexible Neural Networks』(M. Teshnehlabとの共著、Kluwer Academic Publishers、1999年)
- 『Evolutionary Computations: New Algorithms and Their Applications to Evolutionary Robots』(M.M.A. Hashemとの共著、Springer、2004年3月)
- 『Controller Design for Industrial Robots and Machine Tools: Applications to Manufacturing Processes』(Fusaomi Nagataとの共著、Woodhead Publishing (UK)、2013年09月)
- 『工学系の微分方程式』（豊田啓孝らとの共著、岡山大学出版会、2013年10月）

### 編著
- 『Stochastic Large-Scale Engineering Systems』(S.G. Tzafestas,Marcel Dekkerとの編著、Electrical Engineering and Electronics Series、1992年)
- 『ニューラルネットワーク計算知能』(森北出版、2006年9月)